# Enrico di Borgogna
Enrico di Borgogna ist eine Oper (im Original: melodramma per musica) in zwei Akten von Gaetano Donizetti. Das Libretto von Bartolomeo Merelli basiert auf dem Drama Der Graf von Burgund von August von Kotzebue. Die Uraufführung im Teatro San Luca in Venedig fand am 14. November 1818 statt.
Die Handlung ist eine Romantisierung der Lebensgeschichte des Heinrich von Burgund, genannt „le Damoiseau“ (* um 1035; † um 1070), Sohn von Herzog Robert I. von Burgund.

## Operngenre
In der Literatur wird Enrico di Borgogna meist in einem ziemlich allgemeinen Sinne als „Opera semiseria“ bezeichnet. Der Grund dafür ist die komische Figur des Hofnarren Gilberto in einer ansonsten ernsten Handlung in einem aristokratischen Ambiente. William Ashbrook stufte die Oper wegen der mit einem „musico“ (das heißt mit einem Kastraten oder einer Frau in Hosenrolle) besetzten Titelfigur als „Opera eroica“ (oder „semi-eroica“) ein; man könnte sie auch als „eroi-comica“ bezeichnen.
Es sei darauf hingewiesen, dass die Grundidee des Librettos von einem einfachen Hirten, der am Ende zu einem edlen und gerechten Herrscher aufsteigt, deutliche Parallelen zu Metastasios Il re pastore aufweist und vielleicht direkt davon inspiriert ist.
In der bisher einzigen modernen Inszenierung (Bergamo 2018, siehe unten) wurde das komische Element wesentlich stärker herausgearbeitet als vom Original-Libretto vorgegeben.

## Inhaltsangabe
Jahre vor Beginn der Opernhandlung wurde Alberto, der Herzog von Burgund, Enricos Vater, ermordet. Der Mörder Ulrico bestieg den Thron, ist aber inzwischen verstorben, sein Sohn Guido hat die Nachfolge angetreten und herrscht nun über Burgund.
Der rechte Erbe Enrico konnte als Kind von dem getreuen Pietro gerettet und außer Landes, in ein Alpendorf, gebracht werden. Enrico ist als einfacher Hirte, aber mit edler Erziehung, aufgewachsen. Er weiß nichts von seiner Herkunft, sondern hält Pietro für seinen wahren Vater.
Die Oper beginnt mit einem Hirtenchor und damit, dass Pietro Blumen zum Grab seiner Frau Agnese bringt. Enrico tritt auf und besingt seine Liebe für Elisa, die seine Gefühle erwidert, ohne zu wissen, wer er ist. Aber Elisa wurde an den burgundischen Hof nach Arles gebracht und wird auch von dem Usurpator Guido begehrt, der sie zur Ehe zwingen will.
Als Enrico von seiner wahren Herkunft und seinen Anrechten auf den Thron erfährt, macht er sich zusammen mit Pietro und dem Hofmann Brunone auf nach Arles, um den im Volke verhassten Tyrannen Guido zu stürzen.
Am Tage ihrer Hochzeit mit Guido, auf dem Weg zur Kirche, erkennt Elisa in der Menschenmenge Enrico und fällt in Ohnmacht. Enricos Erscheinen, obwohl er seine Identität noch nicht preisgibt, sorgt für Verwirrung und die Hochzeit muss verschoben werden.
Während Pietro und Brunone mit anderen Adligen den Sturz Guidos und die Thronbesteigung Enricos vorbereiten, kommt es zu verschiedenen Verwicklungen. Elisa weigert sich weiterhin, den brutalen Guido zu heiraten. Enrico, der glaubt, Elisa sei ihm untreu geworden, will sie ein letztes Mal sehen und sich von ihr verabschieden, und es gelingt ihm mithilfe des Hofnarren Gilberto, sie zu besuchen. Diese ist erstaunt und entzückt, Enrico wiederzusehen. Die beiden werden jedoch bei ihrem Stelldichein von dem eifersüchtigen Guido erwischt, der Enrico und Pietro gefangen nehmen lässt.
Die alleingelassene und verzweifelte Elisa fürchtet bereits das Schlimmste, doch Enrico kann von den königstreuen „Verschwörern“ befreit werden und wird auch vom Volke anerkannt und gefeiert. Da muss auch Guido endgültig erkennen, dass er das Spiel um die Macht und um Elisa verloren hat.
Am Ende geht Alles gut aus und die Liebenden und ihre Freunde sind glücklich.

## Gestaltung
Die beiden Akte sind in jeweils 13 Szenen unterteilt; jeder Akt erfordert vier verschiedene Bühnenbilder. Donizettis Musik ist stilistisch der Spätklassik zuzuordnen und zeigt noch deutliche Einflüsse durch seinen Lehrer Giovanni Simone Mayr und durch Gioachino Rossini. Die Oper ist noch nicht durchkomponiert, sondern die Handlung wird, ähnlich Rossinis Tancredi (1813) oder Bianca e Falliero (1819), von Secco-Rezitativen mit Continuobegleitung (im Original wahrscheinlich Cembalo) vorangetrieben. Die Gesangspartien fordern der Entstehungszeit entsprechend bewegliche Stimmen mit einer gut ausgebildeten Koloraturfähigkeit, besonders in der für einen Mezzosopran komponierten Hosenrolle des Enrico, der Primadonna Elisa und des von einem Tenor gesungenen Guido.

## Werkgeschichte

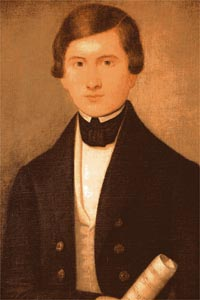
Der jugendliche Gaetano Donizetti

Enrico di Borgogna war Donizettis erste Oper, die tatsächlich aufgeführt wurde, nach dem 1816 eher als Kompositionsübung entstandenen Il Pigmalione und einigen Opernfragmenten von 1817 (Olimpiade und L‘ira d‘Achille). Der zwanzigjährige Donizetti erhielt den Auftrag nach seiner zweijährigen Studienzeit in Bologna durch Vermittlung seines Lehrers Giovanni Simone Mayr im Frühjahr 1818. Auch der dreieinhalb Jahre ältere Librettist Bartolomeo Merelli, der später einer der bekanntesten italienischen Impresarios seiner Zeit wurde, war noch ein Anfänger mit wenig Erfahrung.
Die Oper wurde für die Wandertruppe des Impresarios Paolo Zancla komponiert. Für die Titelrolle war zunächst die Mezzosopranistin Costanza Petralia vorgesehen, aber als Donizetti im Oktober 1818 in Verona ankam, erfuhr er, dass diese durch den Sopran Adelaide (oder Adelina) Catalani ersetzt worden war, genannt „die kleine Catalani“, um sie von der berühmten Angelica Catalani zu unterscheiden. Obwohl Adelaide Catalani – deren Stimme Donizetti als „gran bella voce“ („große schöne Stimme“) bezeichnete – noch keine Bühnenerfahrung hatte und er die Partie der Elisa für ihre etwas höhere Tessitur etwas umarbeiten musste, war er darüber nicht traurig, weil er sie besser fand als die Petralia.

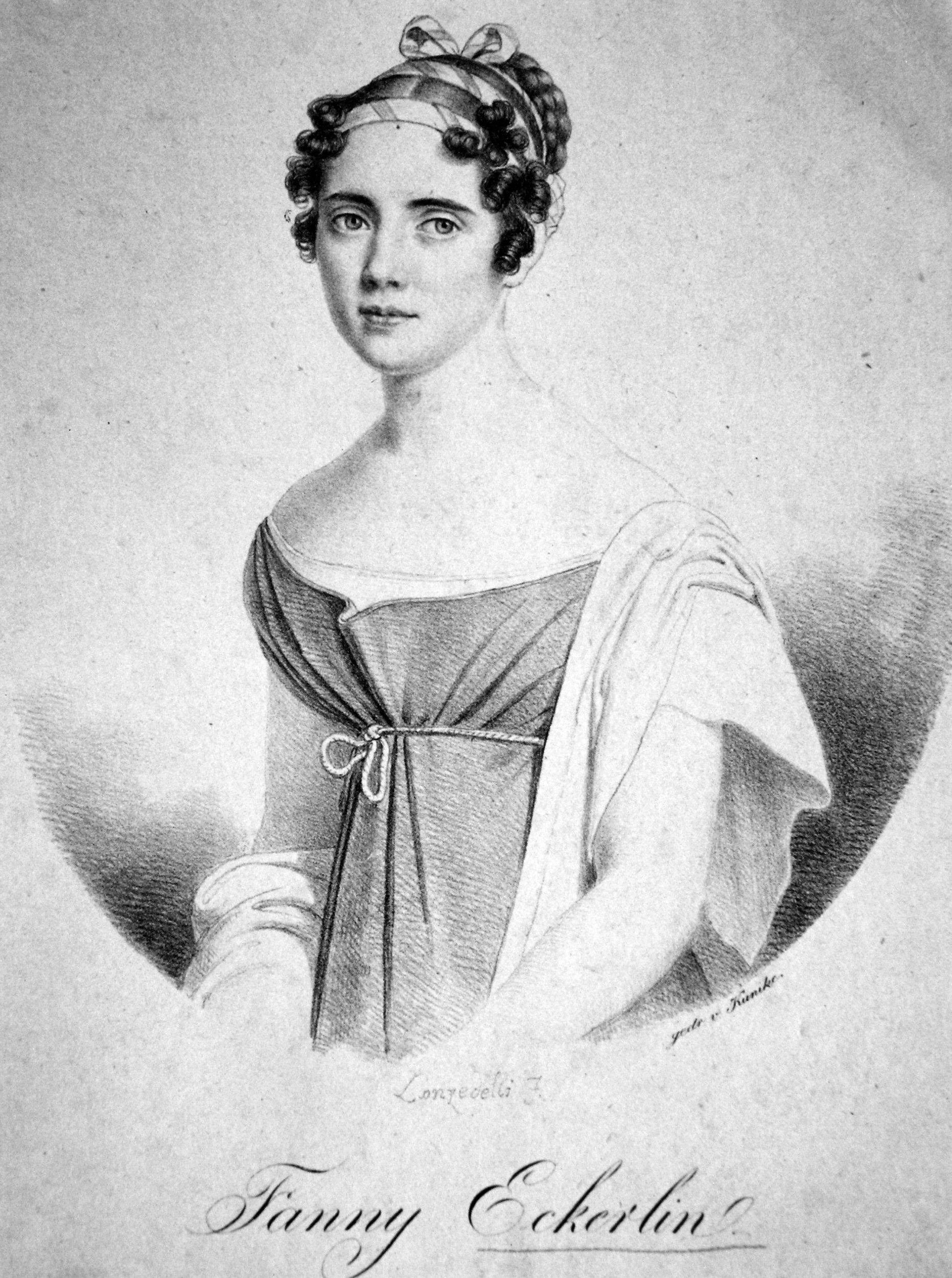
Fanny Eckerlin (um 1820), die erste Darstellerin des Enrico

Mit der Uraufführung von Enrico di Borgogna am 14. November 1818 wurde das renovierte Teatro San Luca in Venedig wiedereröffnet und eingeweiht. In der Uraufführung sangen Fanny Eckerlin in der Titelrolle, Adelaide Catalani (Elisa), Giuseppe Fosconi (Pietro), Giuseppe Spech (Guido), Andrea Verni (Gilberto), Giuseppe Fioravanti (Brunone), Pietro Verducci (Nicola) und Adelaide Cassago (Geltrude). Bei der Erstaufführung ging einiges schief, vor allem fiel die primadonna Catalani ab dem zweiten Akt wegen Indisposition (oder Lampenfieber ?) aus, so dass sowohl eine ihrer Arien als auch ihre Duette mit Enrico weggelassen werden mussten. Das Publikum war jedoch gnädig mit dem jungen Komponisten, ließ ihn am Ende zum Applaus herausrufen und in einer Kritik wurde seine Musik für ihre Ausdruckskraft gelobt. Besonders gefielen das Terzett im ersten Akt und ein Duett im zweiten. Nachdem die Catalani sich einen Monat später wieder erholt hatte, erlebte die Oper noch zwei weitere Aufführungen; die Musik wurde nun als „...wohl durchdacht, angemessen lebhaft und geistvoll“ bezeichnet und ausdrücklich lobend hervorgehoben, dass Donizetti der „... Mode für Lärm, wobei man das Orchester heutzutage in ein Schlachtfeld verwandelt, ...“ nicht gefolgt sei.
Das erste Stück aus Enrico di Borgogna, das nach langem Vergessen wiederbelebt wurde, war die Auftrittsarie des Enrico, die Mitte der 1980er Jahre von Opera Rara mit der Messosopranistin Della Jones aufgenommen und veröffentlicht wurde (siehe unten). Der Beginn der Cabaletta ist erstaunlicherweise identisch mit der ersten Phrase der berühmten Aria finale „Al dolce guidami“ aus Anna Bolena (Mailand, 1830).
Die gesamte Oper wurde 2018 zum ersten Mal nach 200 Jahren von der Donizetti Gesellschaft in Bergamo wiederaufgeführt, in einer fantasievollen, aber betont buffonesken Produktion mit Anna Bonitatibus in der Titelrolle und mit der auf Originalinstrumenten musizierenden Academia Montis Regalis unter der Leitung von Alessandro De Marchi; ein Film davon ist als DVD erschienen (siehe unten).

## Aufnahmen
- Einzelaufnahme: Recitativo und Cavatina des Enrico (Akt I): „Elisa! Elisa! ...Care aurette che spiegate“, gesungen von Della Jones, in: A Hundred Years of Italian Opera 1810–1820 (Opera Rara ORCH103; 1985–87; CD).
- Gesamtaufnahme: Gaetano Donizetti: Enrico di Borgogna (Live-Mitschnitt aus dem Teatro Sociale Bergamo), mit Anna Bonitatibus (Enrico), Sonia Ganassi (Elisa), Levy Sekgapane (Guido), Francesco Castoro (Pietro), Luca Tittoto (Gilberto), Federica Vitali, u. a., Academia Montis Regalis (mit Originalinstrumenten), Dir.: Alessandro De Marchi (Dynamic, 2018; DVD)